# Tropiocolotes
Tropiocolotes is een geslacht van hagedissen dat behoort tot de gekko's (Gekkota) en de familie Gekkonidae.

## Naam en indeling
De wetenschappelijke naam van de groep werd voor het eerst voorgesteld door Wilhelm Peters in 1880. Er zijn twaalf soorten, inclusief de pas in 2018 beschreven soorten Tropiocolotes confusus en Tropiocolotes hormozganensis. Enkele soorten werden eerder aan andere geslachten toegekend, zoals Stenodactylus en Gymnodactylus.
De geslachtsnaam Tropiocolotes betekent vrij vertaald 'gekielde hagedis met vlekken'.

## Verspreiding en habitat
De hagedissen komen voor in delen van Afrika en het Midden-Oosten en leven in de landen Marokko, Algerije, Tunesië, Libië, Egypte, Mauritanië, Niger, Somalië, Mali, Soedan, Tsjaad, Iran, Israël, Jordanië, Saoedi-Arabië, Oman, Ethiopië, Djibouti en Tsjaad. De habitat bestaat uit hete woestijnen, rotsige omgevingen, scrublands en savannen. Ook in door de mens aangepaste streken zoals akkers kunnen de dieren worden aangetroffen.

## Beschermingsstatus
Door de internationale natuurbeschermingsorganisatie IUCN is aan negen soorten een beschermingsstatus toegewezen. Zeven soorten worden beschouwd als 'veilig' (Least Concern of LC) en twee soorten als 'onzeker' (Data Deficient of DD).

## Soorten
Het geslacht omvat de volgende soorten, met de auteur en het verspreidingsgebied.
| Naam                          | Auteur                                                    | Verspreidingsgebied                                                                         |
| ----------------------------- | --------------------------------------------------------- | ------------------------------------------------------------------------------------------- |
| Tropiocolotes algericus       | Loveridge, 1947                                           | Algerije, Marokko, Mauritanië, Tunesië                                                      |
| Tropiocolotes bisharicus      | Baha El Din, 2001                                         | Egypte, mogelijk in Soedan                                                                  |
| Tropiocolotes confusus        | Machado, Smíd, Mazuch, Sindaco, Shukaili & Carranza, 2018 | Oman                                                                                        |
| Tropiocolotes hormozganensis  | Rounaghi, Rastegar-Pouyani & Hosseinian, 2018             | Iran                                                                                        |
| Tropiocolotes nattereri       | Steindachner, 1901                                        | Egypte, Israël, Jordanië, Saoedi-Arabië                                                     |
| Tropiocolotes naybandensis    | Krause, Ahmadzadeh, Moazeni, Wagner & Wilms, 2013         | Iran                                                                                        |
| Tropiocolotes nubicus         | Baha El Din, 1999                                         | Egypte, Soedan                                                                              |
| Tropiocolotes scorteccii      | Cherchi & Spanò, 1963                                     | Jemen, Oman                                                                                 |
| Tropiocolotes somalicus       | Parker, 1942                                              | Somalië, Djibouti, Ethiopië                                                                 |
| Tropiocolotes steudneri       | Peters, 1869                                              | Algerije, Libië, Egypte, Soedan, Ethiopië, Jordanië, mogelijk in Iran                       |
| Tropiocolotes tripolitanus    | Peters, 1880                                              | Marokko, Algerije, Tunesië, Libië, Egypte, Mauritanië, Niger, Somalië, Mali, Soedan, Tsjaad |
| Tropiocolotes wolfgangboehmei | Wilms, Shobrak & Wagner, 2010                             | Saoedi-Arabië                                                                               |